# 186 Celuta
186 Celuta eller 1954 FD är en asteroid i asteroidbältet, upptäckt 6 april 1878 av astronomen Prosper Henry i Paris, Frankrike. Asteroiden är namngiven efter den kvinnliga huvudpersonen Céluta i två av romanerna av den franske diplomaten och författare François-René de Chateaubriand, Atala (1801) och René (1802).